# Aleksandar Delčev
Aleksandar Petkov Delčev (bug. Александър Петков Делчев) (Sofija, 15. srpnja 1971.) je bugarski šahovski velemajstor i šahovski pisac. Međunarodni majstor od 1988. godine. Velemajstor od 1998. godine.
Pobjednik europskog juniorskog prvenstva (1991–1992).
Pobjednik Međunarodnog otvorenog prvenstva Hrvatske 2007. godine.
Prvak Bugarske 1994., 1996. i 2001. godine. 
Sudionik šahovskih olimpijada 1994. (2. pričuvna ploča), 2000. (3. ploča), 2002., 2004. (sve 2. ploča), 2006. (3. ploča), 2008. (2. po učinku među svim šahistima na 4. ploči), 2010. i 2012. (sve 4. ploča) uz učinak 64,6% (+36=34-12) Sudionik europskih momčadskih prvenstava 1999. (3. ploča), 2001., 2003. (sve 1. ploča), 2007. (4. ploča, 3. po učinku među svim šahistima na toj ploči), 2009. i 2011. godine (sve 3. ploča).
FIDE rejting mu je 2585, a u brzopoteznim kategorijama "rapid" 2606 i 2640 u kategoriji "blitz" siječnja 2017. godine. Siječnja 2017. četvrti je na ljestvici najboljih bugarskih šahista.
Najviši rejting u karijeri postigao je listopada 2005., 2669 bodova.

## Knjige
- Delčev, Aleksandar; Semkov, Semko. 2006. The Safest Sicilian - A Black Repertoire with 1.e4 c5 2.Nf3 e6 (engleski). Chess Stars. ISBN 978-9548782456
- Delčev, Aleksandar; Agrest, Evgenij. 2011. The Safest Grünfeld (engleski). Chess Stars. ISBN 978-9548782814 CS1 održavanje: nepreporučeni parametar - author2link (pomoć)
- Delčev, Aleksandar. 2012. The Modern Reti - An Anti-Slav Repertoire (engleski). Chess Stars. ISBN 978-9548782876
- Delčev, Aleksandar; Semkov, Semko. 2014. The Most Flexible Sicilian (engleski). Chess Stars. ISBN 978-9548782975
- Delčev, Aleksandar; Semkov, Semko. 2015. Understanding the Queen's Gambit Accepted (engleski). Chess Stars. ISBN 978-6197188059

## Vanjske poveznice
- (engl.) Partije Delčeva na chessgames.com
- (engl.) Delčev na 365chess.com